# Matías Mantilla
Matías Mantilla (Buenos Aires, 14 febbraio 1981) è un ex calciatore argentino, di ruolo difensore.